# Thelgetra latipennis
Thelgetra latipennis är en skalbaggsart som beskrevs av Thomson 1864. Thelgetra latipennis ingår i släktet Thelgetra och familjen långhorningar.
Artens utbredningsområde är:
- Paraguay.
- Uruguay.

Inga underarter finns listade i Catalogue of Life.